# Pro Evolution Soccer 2010
Pro Evolution Soccer 2010 (även känt som World Soccer: Winning Eleven, spelet förkortas ofta som PES 2010) är ett fotbollsspel i Pro Evolution Soccer- serien. Den utkom till formaten Playstation 3, Playstation 2, Xbox360, Nintendo Wii, PC, Playstation Portable och mobiltelefon.

## Nyheter
Dessa är nyheterna sedan föregångaren PES 2009
- Bättre animationer och mer realistisk fysik.
- AI har blivit bättre, något tack vare Teamwork 2,0.
- Målvakterna har blivit bättre i form av större kontroll vid straffar när det gäller placering. De är också mer allsidiga.
- UEFA Europa League finns nu med. Turneringen är integrerad med spellägen "Master league" och "Becoma a Legend"
- 360-graders kontroll, gäller dock bara Playstation 3, PC och Xbox360 versionerna och när man använder analog spak.

## Innehåll
Med exklusiva rättigheter från UEFA har man nu både Champions League och Europa League licensierade. UEFA Europa League finns dock endast till PS3, PC och Xbox 360 versionerna. Slovenien finns endast till PS3, PC och Xbox360. I spelet finns 74 spelbara landslag (PS3, PC och Xbox360). För övriga format så finns det färre landslag. Det finns också 5 ligor och en kategori med övriga klubblag, där finns mängder av lag från olika länder men inte som en liga. De få antalet ligor beror dels på att EA sports, tillverkaren av FIFA- serien har exklusiva licenser för vissa ligor.
Landslagen:

Europa
- Belgien
- Bosnien och Hercegovina 2
- Bulgarien
- Kroatien
- Tjeckien
- Danmark
- England
- Finland
- Frankrike
- Tyskland
- Grekland
- Ungern
- Irland
- Israel
- Italien
- Montenegro 1
- Nederländerna
- Nordirland
- Norge
- Polen
- Portugal
- Rumänien
- Ryssland
- Skottland
- Serbien
- Slovakien
- Slovenien
- Spanien
- Sverige
- Schweiz
- Turkiet
- Ukraina 2
- Wales 2
- Österrike

Afrika
- Angola 1
- Kamerun
- Egypten
- Elfenbenskusten
- Ghana
- Guinea 1
- Mali 1
- Marocko 1
- Nigeria 2
- Senegal 1
- Sydafrika
- Togo 2
- Tunisien 2

Nordamerika
- Kanada 2
- Costa Rica 2
- Honduras 1
- Mexiko 2
- Trinidad och Tobago 1
- USA 2

Sydamerika
- Argentina
- Bolivia 1
- Brasilien
- Chile
- Colombia
- Ecuador
- Paraguay
- Peru
- Uruguay
- Venezuela 1

Asien och Oceanien
- Australien
- Bahrain 2
- Kina 2
- Iran 2
- Irak 2
- Japan
- Kuwait 2
- Nord Korea 2
- Oman 2
- Qatar 2
- Saudi Arabien 2
- Syd Korea
- Syrien 2
- Thailand 2
- Förenade Arabemiraten 2
- Uzbekistan 2

Teckenförklaring
1- Lag spelbara endast med PS3, PC och Xbox360
2- Lag med fiktiva spelare.
Icke spelbara landslag:
Europa
- Albanien
- Andorra
- Armenien
- Azerbaijan
- Montenegro
- Cypern
- Estland
- Färöarna
- Georgien
- Island
- Kazakistan
- Lettland
- Liechtenstein
- Litauen
- Luxemburg
- Makedonien
- Malta
- Moldavien
- San Marino
- Vitryssland

.
.
Afrika
- Angola
- Algeriet
- Benin
- Burkina Faso
- Burundi
- Cape Verde
- Centralafrikanska republiken
- Tchad
- Kongo
- Libyen
- Niger

Klubblagen
Pro Evolution Soccer 2010 har alla klubblag från fem ligor (licensierade och olicensierade) samt ett flertal klubblag från övriga ligor.
Fullt licensierade ligor
- Eredivisie
- Ligue 1
- Serie A

Delvis licensierade ligor
- Premier League 2 Licensierade lag Liverpool FC och Manchester United FC
- Primera Division 12 Licensierade lag Athletic Bilbao, Atlético Madrid, Barcelona, Deportivo, Espanyol, Mallorca, Racing de Santander, Real Madrid, Valladolid, Sevilla, Valencia och Villarreal

## Uppdateringar
Sedan spelets release har man flera gånger gjort uppdateringar till spelet som användaren själv kan ladda ner. Den nuvarande versionen är 1.07